# Cuterebra atrox
Cuterebra atrox är en tvåvingeart som beskrevs av Clark 1848. Cuterebra atrox ingår i släktet Cuterebra och familjen styngflugor. Inga underarter finns listade i Catalogue of Life.